# Hōjō Masako
Hōjō Masako (北条政子, , 1156 - 16 de agosto de 1225) foi a filha mais velha de Hōjō Tokimasa com sua esposa Hōjō no Maki , a primeira Shikken (regente), do Shogunato Kamakura . Ela era irmã de Hōjō Yoshitoki , e foi casada com Minamoto no Yoritomo , o primeiro Shōgun do período Kamakura. Ela também foi a mãe de Minamoto no Yoriie e de Minamoto no Sanetomo, o  segundo e terceiro Shōguns.

## Do nascimento ao casamento (1157-1182)
Hōjō Masako nasceu em 1157, filha de Tokimasa , líder do influente clã Hōjō da Província de Izu, e de sua esposa, Maki. Quando Masako nasceu, seus pais eram ainda adolescentes, e ela foi criada por muitas amas e babás. Masako nasceu em um mundo de guerra e conflitos. Em Kyoto , a capital do Japão na época, a Rebelião Hōgen ocorre na primavera de 1156, onde o Imperador Toba e o Imperador Sutoku guerrearam para ver quem seria o próximo imperador. O Clã Hōjō sabiamente optou por ficar fora da rebelião, apesar do clã ser descendente do Clã Taira  e, portanto, estava relacionado com a família imperial .
Durante a Rebelião Heiji , lutou em 1159, o Clã Taira , sob a direção de Taira no Kiyomori, com o apoio do Imperador Go-Shirakawa derrotou o Clã Minamoto , dirigido por Minamoto no Yoshitomo . Yoshitomo foi executado. Apenas três de seus filhos sobreviveram. Minamoto no Yoshitsune e Minamoto no Noriyori foram forçados ao sacerdócio, enquanto Minamoto no Yoritomo, com 13 anos de idade, foi poupado e enviado para o exílio na Província de Izu, o domínio de Hōjō Tokimasa . Nesta época, Masako era apenas um bebê. E Taira no Kiyomori agora sob estava no controle do Japão .
Masako teve um irmão mais velho Hōjō Munetoki , e em 1163 um irmão mais novo, Hōjō Yoshitoki, nasceu. Mais tarde, ela teria ainda outro irmão, Hōjō Tokifusa , e outra irmã, cujo nome se perdeu na história. Masako foi instruída em equitação, caça e pesca e ela comeu com os homens, em vez de com sua mãe, irmã e outras mulheres da família.
Em 1179, Masako conheceu o jovem exilado Yoritomo, e os dois se apaixonaram. Mais tarde nesse ano, Masako e Yoritomo se casaram. Em 1180, eles tiveram sua primeira filha, Ō-Hime.
Neste mesmo ano, o Príncipe Mochihito que era o filho do Imperador Go-Shirakawa estava cada vez mais desiludido, pois temia as manobras dos Taira para entregar o trono ao Imperador Antoku, que era parente dos Taira. Então conclamou o Clã Minamoto para derrubar os Taira. Yoritomo que se considerava o chefe dos Minamoto, respondeu. Ele tinha o apoio total do Clã Hōjō e do Clã Tokimasa. O quartel-general Minamoto era a cidade de Kamakura , a leste de Izu na Província de Sagami .
Foi assim que se inicia as Guerras Genpei , a guerra final entre os Minamoto e os Taira. Em 1180, ancião Masako irmão Munetoki foi morto na Batalha de Ishibashiyama e Yoshitoki tornou-se herdeiro do Clã Hōjō . Em 1181, Taira no Kiyomori morre, deixando o Clã nas mãos de Taira no Munemori , seu filho. Em 1182, o irmão de Masako, Yoshitoki casou , e nesse mesmo ano, Masako e Yoritomo tiveram seu primeiro filho, Minamoto no Yoriie , que seria seu herdeiro.

## A Guerra Genpei e suas conseqüências (1182-1199)
Em 1183, Minamoto no Yoshinaka , rival e primo de Yoritomo , tomou Kyoto , expulsando os Taira (e com eles o Imperador Antoku) para Shikoku. Rapidamente, o Imperador Go-Toba foi empossado pelo Minamoto. No entanto, Minamoto no Yoshitsune e Minamoto no Noriyori , meio-irmãos de Yoritomo  perseguiram Yoshinaka e o executaram, tomando Kyoto, em nome de Yoritomo (e de Hōjō).
Em 1185, os Taira foram completamente derrotados na Batalha de Dan no Ura . Munemori foi executado, enquanto o restante dos Taira ou foram executados ou se afogaram, como ocorreu com o jovem Imperador Antoku. Yoritomo era agora o líder indiscutível do Japão. Hōjō Masako acompanhara Yoritomo até a vitória. Ela andava com ele nas campanhas e nunca foi derrotada em batalha .
A nova aliança de Yoritomo com a família de sua esposa e sua antipatia de seus irmãos-de-criação, bem como uma luta interna pelo poder praticada pelos três irmãos resultou na detenção e execução de Yoshitsune e Noriyori. Yoritomo até criou novos títulos, como Shugo e Jito , que Hōjō Tokimasa recebeu  com a aprovação do Imperador Go-Shirakawa enclausurado em Kyoto. A capital não foi transferida para Kyoto, mas manteve-se em Kamakura, longe da Corte.
Em 1192, Yoritomo foi nomeado Shōgun pelo Imperador Go-Shirakawa , que morreu alguns meses mais tarde. Yoritomo era agora o homem mais poderoso do Japão, e que deu poder a Masako também. O Clã Hōjō compartilhou esse poder. Nesse mesmo ano, Masako e Yoritomo tiveram outro filho, Minamoto no Sanetomo .

## Corrupção, morte e discórdia familiar (1199-1205)
Em 1199, Minamoto no Yoritomo morre. Foi sucedido como Shōgun por seu filho, Minamoto no Yoriie . Como Yoriie ainda não tinha 18 anos, Hōjō Tokimasa foi proclamado shikken (Regente) de Yoriie. Masako também tinha uma posição forte pois seu filho era o Shōgun. Desde que seu marido foi morto, ela raspou a cabeça e se tornou uma monja budista, recebendo a tonsura do sacerdote Gyōyū . No entanto, ela não fixou residência em um mosteiro ou num convento, e continuou se envolvendo na política. Ela, seu pai Tokimasa, e seu irmão Yoshitoki criaram um conselho de regentes para Yoriie quando este atingiu 18 anos, mas o Shōgun obstinado odiava a família da mãe e preferiu família de sua esposa, o Clã Hiki , e seu avô, Hiki Yoshikazu .
As pressões entre os clãs Minamoto , Hōjō e Hiki desencadearam na derrubada de Yoriie. Em 30 de junho 1203 seus poderes foram formalmente tirados e assumido por um conselho de 13 anciãos encabeçados pelo avô Hōjō Tokimasa  e logo depois condenado a prisão domiciliar acusado de uma conspiração contra o Clã Hōjō e assassinado por membros deste clã em 17 de julho 1204 em Shuzenji, uma pequena cidade na Província de Izu junto com os membros do Clã Hiki. Durante os assassinatos e expurgos do Clã Hiki, Minamoto no Ichiman, filho mais velho e herdeiro de Yoriie e neto Masako, também foi executado, pois ele se dizia parte do Clã Hiki.
Em 1203, outro filho Masako com Yoritomo, se tornou Shōgun, Minamoto no Sanetomo o último da linha de Seiwa Genji a governar, pelo menos nominalmente, em Kamakura  com Tokimasa como regente. Sanetomo estava mais perto de sua mãe e dos Hōjō que seu irmão mais velho. No entanto, Masako e Yoshitoki, o herdeiro dos Hōjō, estava com raiva de seu pai, especialmente depois que a mãe, Hōjō no Maki, morreu em 1204. Uma das razões foi a morte de Hatakeyama Shigetada, casado com a  irmã de Masako, foi injustamente executado em ordens de Tokimasa mesmo depois Yoshitoki, Masako e Tokifusa disseram a Tokimasa que não era culpado das acusações de traição. Hōjō Tokimasa era em 1205 o homem mais poderoso de Kamakura.
Masako ouviu rumores de que Tokimasa estava planejando executar Sanetomo e substituí-lo por um de seus aliados, então junto com Yoshitoki ameaçaram Tokimasa a se demitir e entrar no sacerdócio ou eles iriam se rebelar. Hōjō Tokimasa abdicou em 1205, e foi enviado para um mosteiro em Kamakura, onde ele raspou a cabeça e se tornou um monge, morrendo em 1215.

## Os últimos anos (1205-1225)

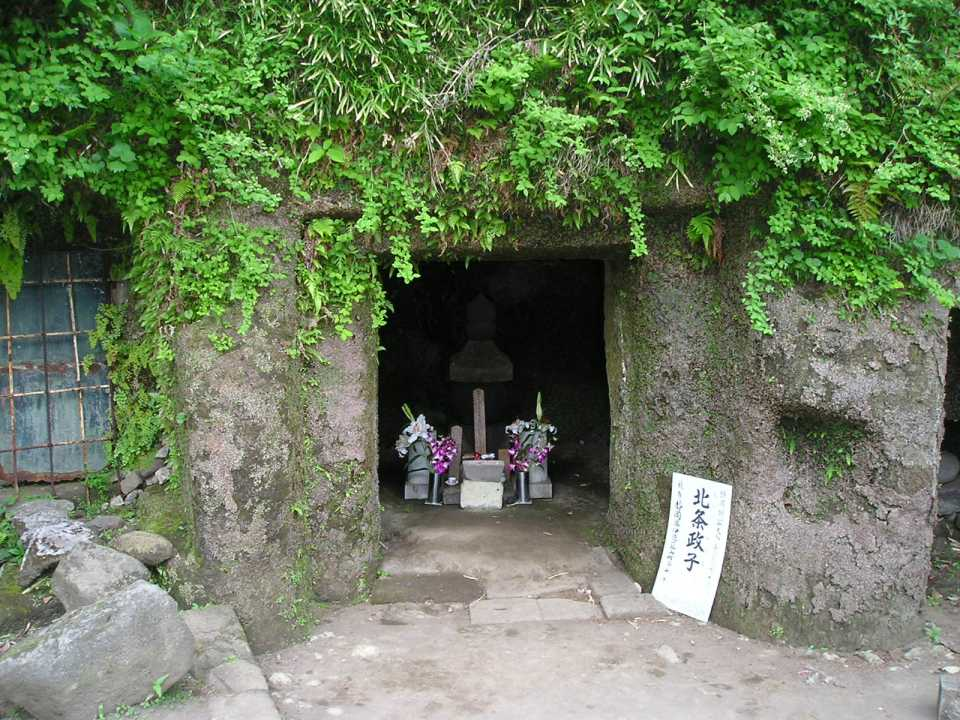
Tumba de Hōjō Masako em Jufuku-ji, Kamakura.

Em 1205, com Sanetomo ainda Shōgun, e Tokimasadeposto ,  Hōjō no Yoshitokia assumia a posição de Shikken, e Masako assumia como negociadora da Corte. Em 1218, ela foi enviada por Yoshitoki para pedir ao Imperador Go-Toba se o Shōgun Sanetomo poderia adotar um de seus filhos, em especial o Príncipe Nagahito como herdeiro. Go-Toba recusou.
Em 1219, aconteceu uma tragédia. Sanetomo foi executado por seu sobrinho, o filho mais novo de Minamoto no Yoriie, que mais tarde foi capturado por tropas Hojo e executado. Em 1219, a linha dos Minamoto foi extinta. Neste momento se discute quem seria o próximo Shogun  e Masako e Yoshitoki decidiram por  Kujō Yoritsune, conhecido como Fujiwara no Yoritsune, que não era um adulto, mas um bebê, e também não era um Hōjō nem um Minamoto, mas era membro do Clã Kujō , que era parte do Clã Fujiwara. A avó de Yoritsune foi sobrinha do primeiro Shōgun, Yoritomo.
Em 1221, o Imperador Go-Toba se rebelou contra os Hōjō, tentando restaurar o poder para as mãos do Imperador. Yoshitoki e seu filho mais velho e herdeiro, Hōjō Yasutoki , atacaram Kyoto, e conseguiu recuperar a cidade e exilar o Imperador Go-Toba. Este fato ficou conhecido como Guerra Jōkyū de 1221.
Em 1224, Yoshitoki morreu de uma doença súbita. Ele foi sucedido por seu filho mais velho e herdeiro, Hōjō Yasutoki , sobrinho de Masako. O poderoso Clã Miura , liderada por Miura Yoshimura , tentou derrubar o governo Hōjō de Yasutoki, Masako, e Yoritsune, e se tornar o novo Shikken, mas Masako procurou os outros clãs para negociar. Os Miura acabaram perdendo, e Hōjō Yasutoki tornou-se o novo regente.
Masako Hōjō morreu em 1225 com 69 anos de idade. Devido ao seu verdadeiro exemplo monástico, era conhecida como a Senhora-Shogun , ou a Monja-Shogun .